# Auberge Moisy
L'auberge Moisy appelée aussi auberge des sœurs Moisy est un édifice du XVIIIe siècle situé à Saint-Céneri-le-Gérei, en France.

## Localisation
Le monument est situé dans le département français de l'Orne, dans la Rue du Dessous.

## Historique
Le site attire de nombreux peintres à la fin du XIXe siècle, dont Mary Renard et Paul Saïn ; il se constitue sur place une école de Saint-Céneri.
L'auberge ferme en 1908.
La maison est inscrite au titre des Monuments historiques depuis le 24 janvier 2003 : les façades et les toitures et la salle dénommée salle des décapités du premier étage sont citées dans l'arrêté.

## Architecture

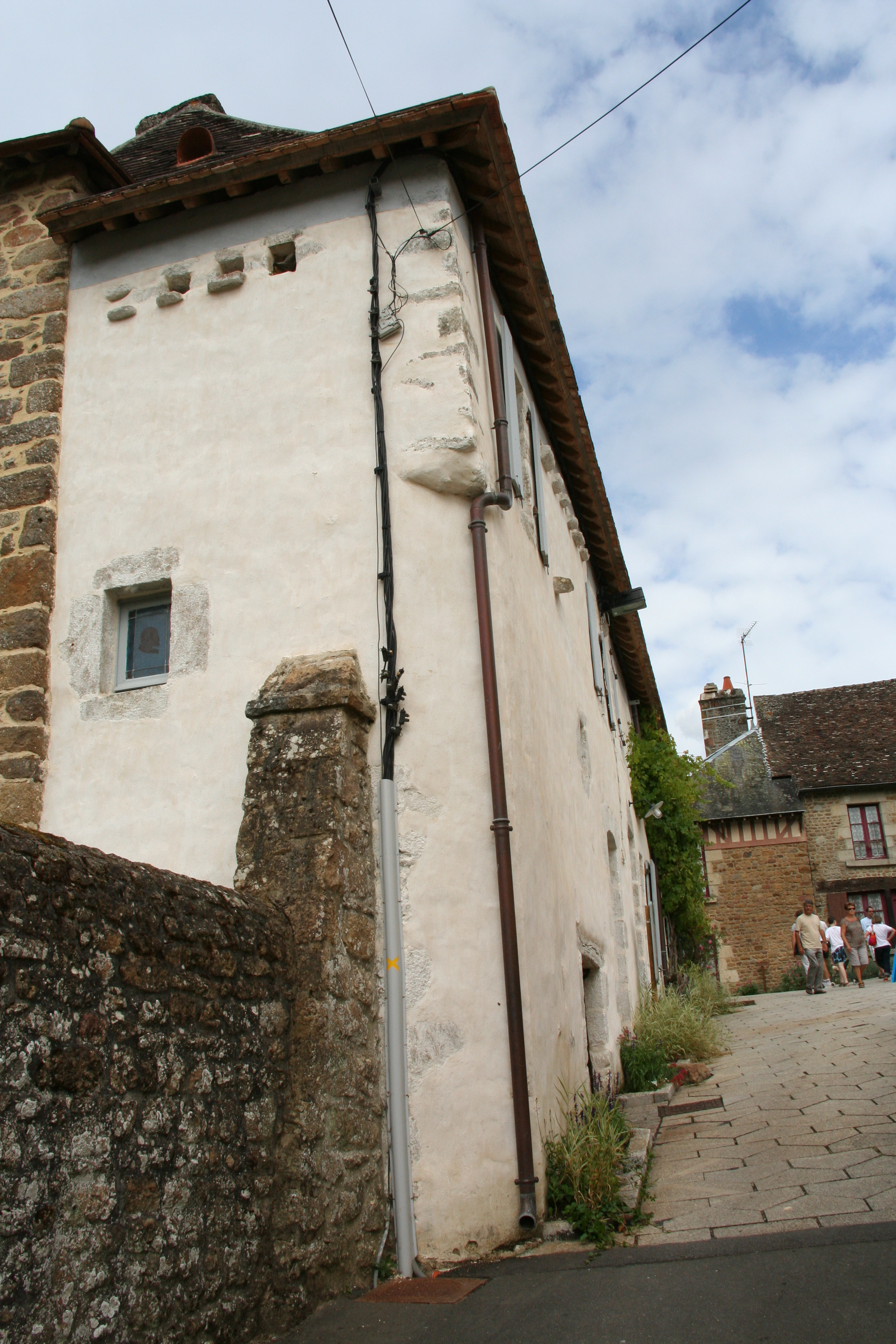
Vue extérieure.
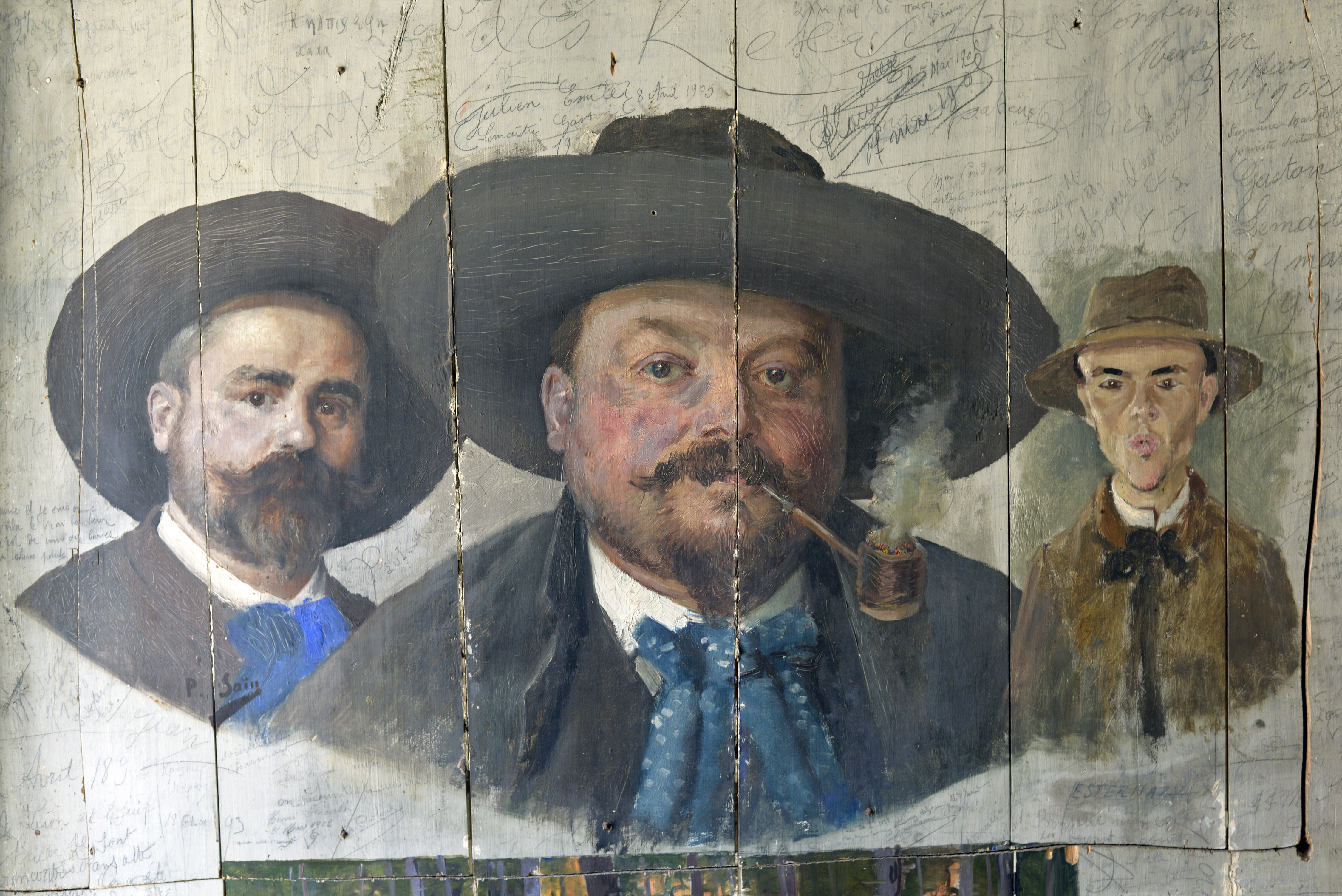
Peintures murales au premier étage.
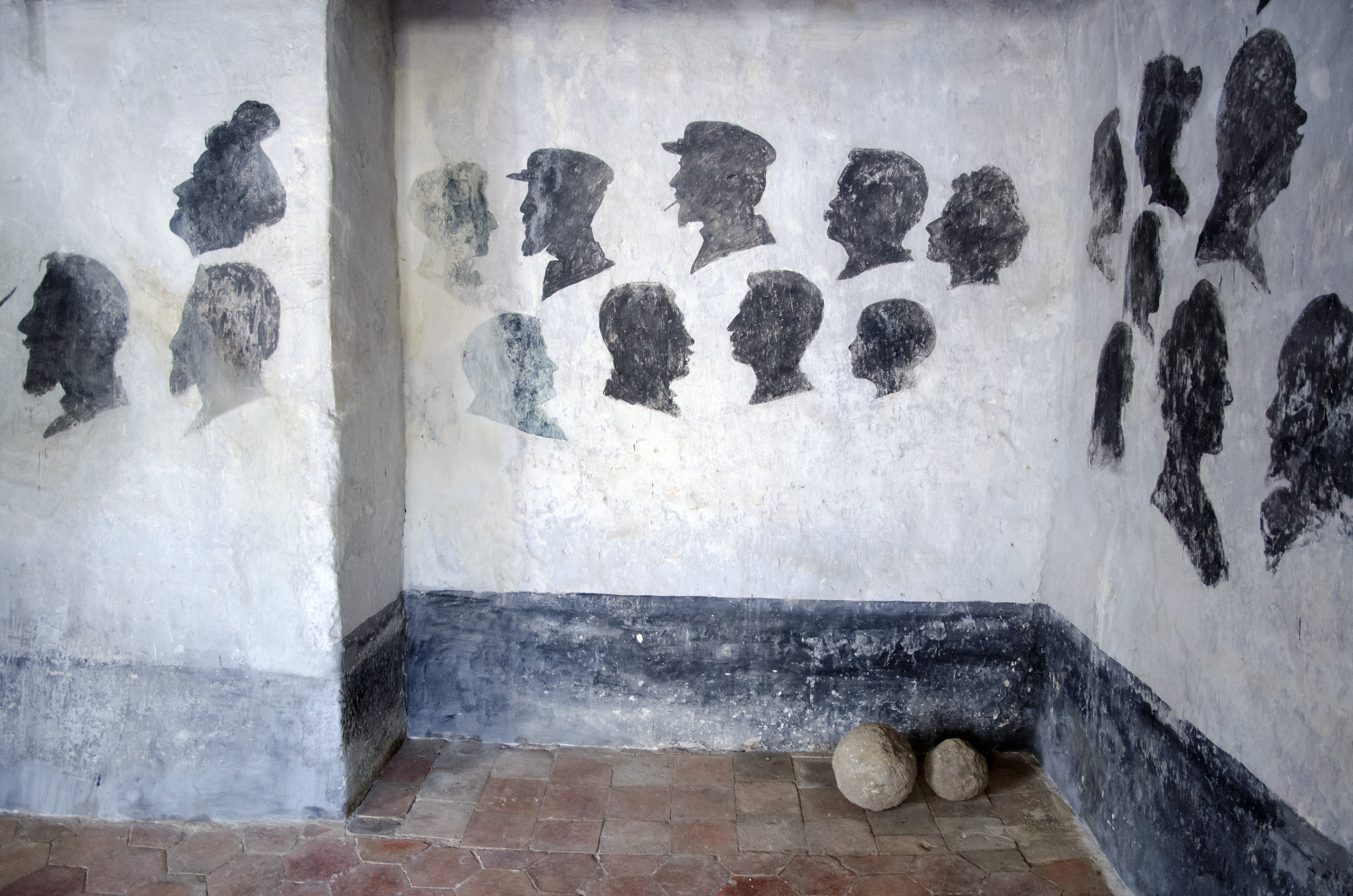
Peintures de la salle des décapités.